# Mingus Big Band
Mingus Big Band ist eine 1991 gegründete Big Band, die dem Werk des Bassisten, Bandleaders und Komponisten Charles Mingus (1922–1979) verpflichtet ist.

## Bandgeschichte
In den ersten Jahren nach dem Tod von Charles Mingus spielten ehemalige Mingus-Musiker, wie Richard Williams, Jimmy Knepper, Sir Roland Hanna, Ricky Ford und jüngere Mingus-Bewunderer in der Mingus Dynasty. Sie spielten ausschließlich Kompositionen von Mingus und gingen mit diesem Repertoire auch auf Tournee. 1988 wurden im Pariser Theatre Boulogne-Billancourt beachtliche Live-Aufnahmen aufgezeichnet; mit elf Musikern hatte man das Format einer kleinen Bigband erreicht.
Sue Graham Mingus, die Witwe des Musikers, gründete 1991 das großformatige Orchester. Das New Yorker Fez under the Time Café gab ihr im Zweiwochenturnus Gelegenheit zum Auftritt einer Big Band, die Mingus-Kompositionen vorstellen sollte. Die von Sam Burtis geleiteten Auftritte des Ensembles hatten – ganz im Sinne von Mingus’ musikalischer Auffassung – mehr Jazz Workshop-Charakter als den regulärer Konzertereignisse.
Regelmäßige Mitglieder der Mingus Big Band sind oder waren unter anderem Randy Brecker, Ryan Kisor, Philip Harper, Art Baron, Frank Lacy, Ronnie Cuber, Alex Foster, James Carter, Michael Formanek, Marvin Smitty Smith, Lew Soloff, Jack Walrath, Chris Potter, John Stubblefield, Craig Handy, Kenny Drew junior, des Weiteren Steve Turre, Steve Slagle, Milton Cardona, Eric Mingus, Bobby Watson, John Hicks, Earl Gardner, David Kikoski, Jaleel Shaw, Jeff Tain Watts und Lauren Sevian. Die Band trat auch mit Elvis Costello auf. Auf den Europatourneen spielten auch europäische Musiker wie Didier Havet in der Band. 2011 wurde ihr Album Mingus Big Band Live at Jazz Standard mit einem Grammy als Best Large Jazz Ensemble Album ausgezeichnet.
Neben Mingus Dynasty und Mingus Big Band etablierte sich durch seine Auftritte im New Yorker Jazzclub Jazz Standard das Mingus Orchestra als dritte Tributband, für die der Bassist Boris Kozlov gleichfalls als musikalischer Leiter fungiert. In ihr spielen 2011 Wayne Escoffery, Alex Foster, Frank Lacy, Kenny Rampton, Michael Rabinowitz, John Clark, Doug Yates, Costas Baltozanis, Boris Kozlov und Adam Cruz.
2019 gehörten der Mingus Big Band neben Alex Foster (Leitung) u. a. Jason Marshall, Steve Slagle, Philip Harper, Earl McIntyre und Marcos Varela an.

## Diskographische Hinweise
- 1988 Mingus Big Band Live at the Theatre Boulogne-Billancourt (Volume 1 & 2, Soul Note)
- 1993 Nostalgia in Times Square (Dreyfus)
- 1995 Gunslinging Birds (Dreyfus)
- 1996 Live in Time (Dreyfus)
- 1997 Que Viva Mingus! (Dreyfus)
- 1999 Blues and Politics (Dreyfus)
- 2001 The Essential Mingus Big Band
- 2002 Tonight at Noon: Three or Four Shades of Blues
- 2005 I Am Three (EmArcy, mit Mingus Orchestra und Mingus Dynasty)
- 2006 Live in Tokyo at the Blue Note (Sue Mingus Music/Sunnyside)
- 2010 Mingus Big Band Live at Jazz Standard (Jazz Workshop)
- 2015 Ku-Umba Frank Lacy & Mingus Big Band: Mingus Sings (Sunnyside)
- 2023 The Charles Mingus Centennial Sessions (Grammy-Nominierung)
- 2024 The Charles Mingus Centennial Sessions Vol. 2